# Teatrul la țară
Teatrul la țară este o operă literară scrisă de Ion Luca Caragiale. 